# Out of the Box
Az Out of the Box Jade Valerie amerikai énekesnő első szólóalbuma. Röviddel azután jelent meg, hogy Jade kilépett a Sweetbox-projektből, amellyel már öt stúdióalbumot rögzített. Az album a 27. helyet érte el a japán Oricon slágerlistán.
Mivel csak nyolc dal található rajta, és hossza nem egészen fél óra, az Out of the Box tulajdonképpen minialbum. Két változatban jelent meg, az egyikhez DVD is járt a Just Another Day videóklipjével.
Az album – hasonlóan a Sweetbox-albumok többségéhez – elemeket használ fel komolyzenei darabokból, de Jade új stílusokkal is kísérletezett, például a Show Me dance-esebb, mint korábbi dalai, a Tuned Upra a szvinghatás jellemző. Az albumon szerepel a Crush című dal újra felvett változata is (az eredeti változat duett volt Baek Ji Young koreai énekesnővel). Az albumra írt számok közül a végleges változatra nem került fel a Living by Numbers, a The Last, a Piece of Love, a Struck, az Ice Cold és a Feel Alive című dal; ezek közül az első három végül felkerült Jade következő albumára, a Bittersweet Symphonyra, a többi jelenleg kiadatlan.
Koreában az albumot 2008-ban újra kiadták, erről pár dalt töröltek és helyükre olyanok kerültek, amelyek a Bittersweet Symphonyn is szerepeltek. Minden dal szerzője Roberto Rosan és Jade Valerie Villalon, kivéve a koreai kiadásnak a második albumról átvett dalai közül kettőt.

## Számlista
| Japán kiadás  | Japán kiadás                           | Japán kiadás |
| #             | Cím                                    | Hossz        |
| ------------- | -------------------------------------- | ------------ |
| 1.            | Tuned Up                               | 3:39         |
| 2.            | Just Another Day                       | 3:17         |
| 3.            | Show Me                                | 3:16         |
| 4.            | Uh Lala                                | 3:05         |
| 5.            | Crush                                  | 3:08         |
| 6.            | Mr. Pay Me                             | 3:47         |
| 7.            | You Don’t Know Me                      | 3:04         |
| 8.            | Goodbye                                | 4:20         |
| Koreai kiadás |                                        |              |
| #             | Cím                                    | Hossz        |
| 1.            | Tuned Up                               | 3:39         |
| 2.            | Just Another Day                       | 3:17         |
| 3.            | Uh Lala                                | 3:05         |
| 4.            | You Don’t Know Me                      | 3:04         |
| 5.            | Crush                                  | 3:08         |
| 6.            | Show Me                                | 3:16         |
| 7.            | Razorman                               | 3:44         |
| 8.            | Like a Bird (Geo’s Mix)                | 3:15         |
| 9.            | Empty Pages                            | 3:18         |
| 10.           | Lucky Lady                             | 3:15         |
| 11.           | We Can Run                             | 3:41         |
| 12.           | Undone                                 | 4:11         |
| 13.           | Stuck                                  | 3:43         |
| 14.           | The Last                               | 3:23         |
| 15.           | You Don’t Know Me (feat. Kim Dong Wan) | 3:04         |

## Kislemezek
- Just Another Day (2007)
- Crush (feat. Baek Ji Young) (2007)
- You Don't Know Me (feat. Kim Dong Wan) (2008)